# ابراهیم‌آباد یزدانی
ابراهیم‌آباد یزدانی یک روستا در ایران است که در دهستان قهاب رستاق واقع شده‌است.